# EGSY8p7
EGSY8p7 (EGSY-2008532660) és una galàxia distant, identificada el juliol del 2015 com a l'objecte més distant de la Terra conegut en l'Univers, fins al descobriment de la galàxia GN-z11 el 2016. EGSY8p7 es troba a uns 13.2 mil milions d'anys llum de la Terra, té un desplaçament cap al roig espectroscòpic de z=8.68, i la seva llum ens permet observar tal com era 570 milions d'anys després del big-bang.
 EGSY8p7 fou descoberta amb l'ajut dels telescopis espacials Hubble i Spitzer. La distància entre EGSY8p7 i la Terra fou calculada detectant les emissions Lyman-alfa de la galàxia, que són bàsicament gas hidrogen escalfat per la radiació ultraviolada de les estrelles joves. A més, EGSY8p7 és l'objecte astronòmic més distant on s'han trobat emissions Lyman-alfa.
S'ha obervat que la llum de EGSY8p7 està corvada per la influència gravitatòria d'altres objectes massius, creant un fenomen conegut com a lent gravitatòria. Sense la presència d'aquest fenomen, es creu que EGSY8p7 no podria haver estat descoberta. EGSY8p7 és el segon objecte astronòmic més distant de la Terra conegut en l'actualitat.